# Момбаса (остров)
Момбаса (англ. Mombasa Island) — коралловый остров размером 5 на 3 км, расположенный на побережье Кении в Индийском океане, соединен с материком дамбой. Часть города Момбаса расположена на острове, включая Старый город.

## История

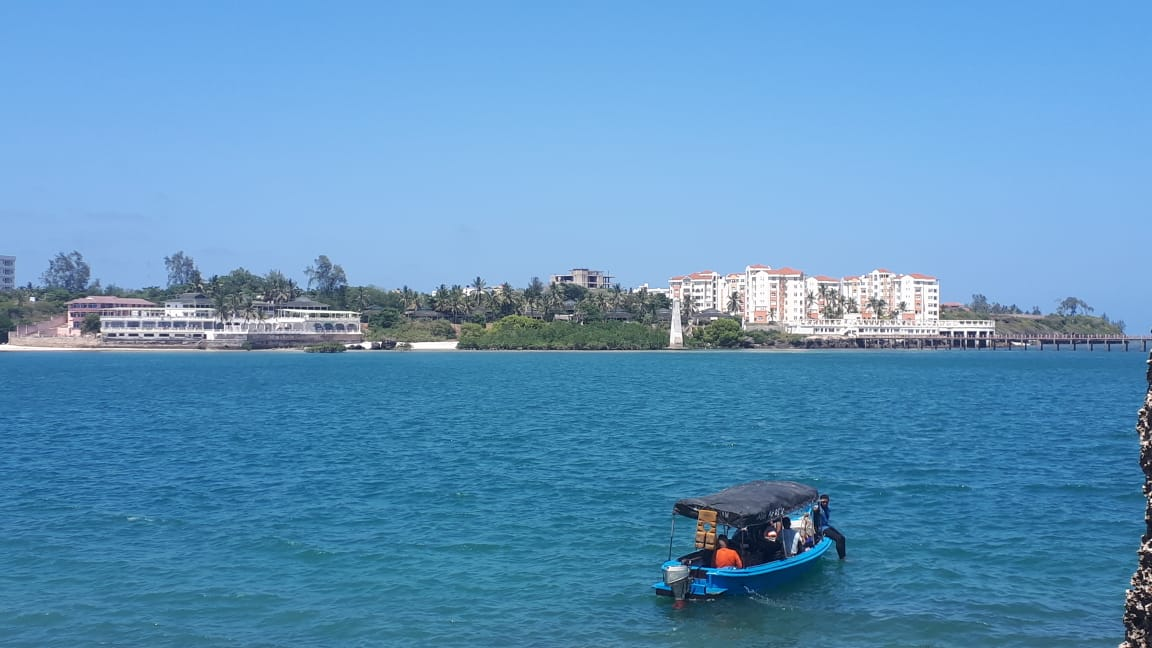
Лодка покидает остров около Форта Иисус и движется по направлению к Ньяли

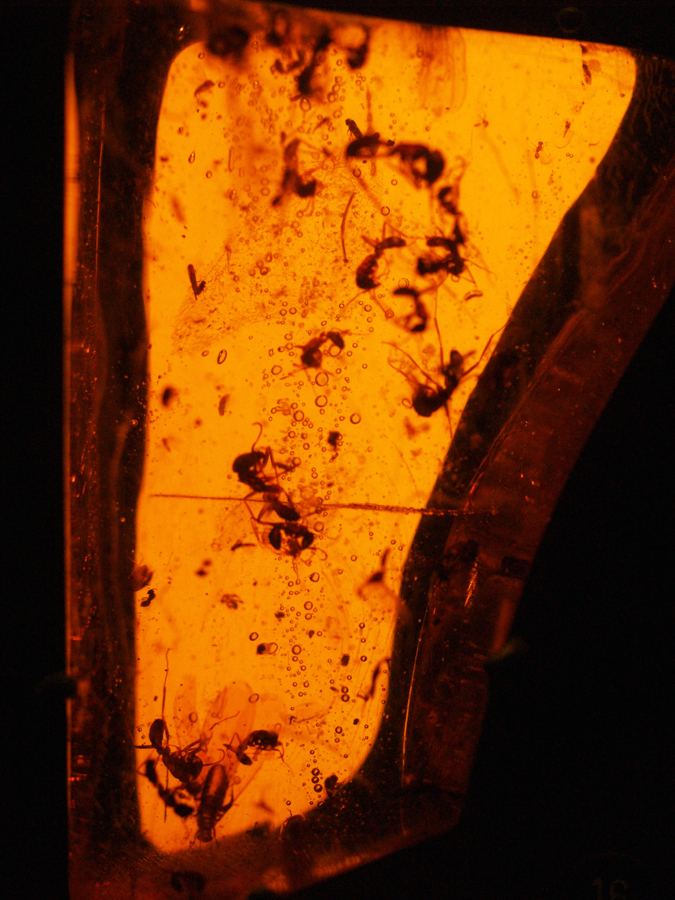
Муравьи в янтаре, найденные на острове Момбаса, выставлены в Хьюстонском музее естественных наук.

Старый город Момбасы расположен на восточной, обращенной к морю части острова. Килиндини и Порт-Рейц, современная глубоководная гавань и порт, отделяют остров от материковой части Кении на юге. Старая гавань называется Порт-Тюдор возле форта Иисус, бухта Тюдор отделяет остров от северного материка. Современные жилые и промышленные районы занимают остальную часть острова.
Остров Момбаса связан с материком дамбой Макупа на северо-западе, мостом Ньяли на востоке и паромом Ликони на юге. Автомобильный и железнодорожный мост также обслуживают контейнерный пункт на материке недалеко от Порт-Рейца.
Порт-Тюдор и бухта Тюдор были названы в честь Оуэна Тюдора, капитана Королевского военно-морского флота Великобритании, который первым исследовал этот регион.

## География
Остров Момбаса — один из четырех частей графства Момбасы. По данным переписи населения Кении 1999 года на острове проживает 146 344 человека, что вносит остров во вторую десятку списка островов по плотности населения. Остров поделен на 6 административных частей:
- Ганджони;
- Рейлвей;
- Тононока;
- Тюдор;
- Мадженго;
- Старый город.